# Maria Hernandez Park
Maria Hernandez Park – park miejski w Bushwick na Brooklynie w Nowym Jorku. Park ma powierzchnię 2,78 ha i znajduje się w pobliżu stacji metra Jefferson Street w Nowym Jorku.
Jest wyposażony w boisko do koszykówki, piłki ręcznej, sprzęt fitness oraz scenę widowiskową.

## Historia
Wcześniej był znany jako Bushwick Park.
W 1896 r. park został przekształcony w park pokazowy. Bushwick Park był popularnym miejscem rekreacji w okolicy, takiej jak obchody świąt, mecze krokieta, tańce i gry w baseball.
W 1994 roku park Marii Hernandez przeszedł intensywną, pięciodniową kampanię oczyszczania i naprawy. Pracownicy parku usunęli potłuczone szkło, gruz i graffiti. Zostały naprawione i pomalowane ławki i ogrodzenia.
W grudniu 2006 roku park został wybrany miejskim „Parkiem miesiąca”. W styczniu 2007 roku otrzymał nagrodę Lily Bartle Park of the Month.